# Trennung (Partnerschaft)

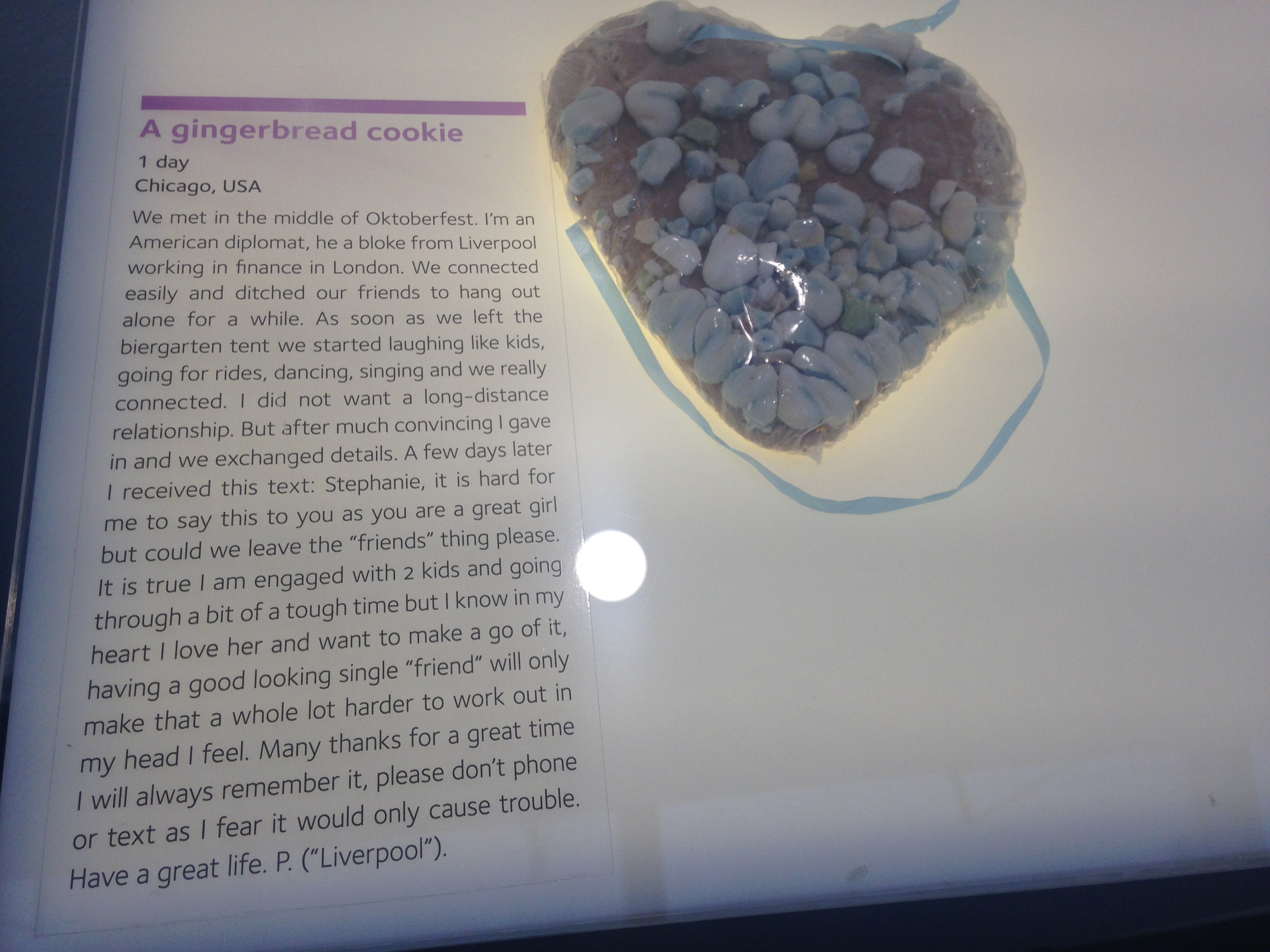
Exponat im Museum der zerbrochenen Beziehungen in Zagreb, Kroatien

Unter einer Trennung versteht man die Beendigung einer Liebesbeziehung oder Partnerschaft, insbesondere den Abbruch des bis dahin bestehenden, für romantische Beziehungen grundlegenden emotional und sexuell intimen Umgangs der Partner, unabhängig davon, ob diese bis zum Trennungszeitpunkt einen gemeinsamen Haushalt geführt haben oder verheiratet waren oder keines der beiden. Ein Beziehungsabbruch erfolgt entweder auf der Grundlage eines einvernehmlichen Willensaktes beider Partner oder – weitaus öfter – durch den Willensakt eines der Partner.
Trennung in diesem Sinne ist von Getrenntleben zu unterscheiden, das bei Verheirateten – in vielen Ländern als rechtliche Voraussetzung einer Ehescheidung – eine faktische Trennung der häuslichen Gemeinschaft bezeichnet.
Unter den Pionieren der wissenschaftlichen Beschäftigung mit der Trennung als sozialem Prozess sind vor allem die amerikanischen Soziologen Willard W. Waller (1930) und William J. Goode (1956) zu nennen. Heute sind Trennungen und die Auflösung von Paarbeziehungen Themen, die von Sozialpsychologen, Soziologen und Kommunikationswissenschaftlern gut untersucht sind, wobei ein Großteil der theoretischen Grundlegung und der empirischen Forschung in den Vereinigten Staaten und im Vereinigten Königreich erfolgt ist. In jüngerer Zeit sind entsprechende Studien aber auch im deutschsprachigen Raum entstanden.

## Sozialgeschichtlicher Kontext
Mit dem Verlust der Monopolstellung der Ehe haben sich in der Westlichen Welt  im Laufe des 20. Jahrhunderts viele alternative Formen von sexueller Gemeinschaft ausgebreitet. Nicht nur ist der – noch in der bürgerlichen Gesellschaft idealisierte – Aufschub der Sexualität auf die Ehe obsolet geworden, sondern feste Beziehungen werden heute auch nicht mehr zwingend als Vorstufe einer (möglichen) Eheschließung gesehen. „Im Vordergrund steht“, wie der Soziologe Karl Lenz es formuliert hat, „nicht die Suche nach einem geeigneten Partner bzw. einer geeigneten Partnerin, sondern es werden Beziehungen gelebt, die einen Eigenwert haben und sich nicht als Partnersuche instrumentalisieren lassen.“ Auch feste Beziehungen werden oft wieder abgebrochen, mit der Folge, dass Trennungen, ebenso wie der Aufbau neuer Beziehungen, zu sich wiederholende Erfahrungen im individuellen Lebenslauf geworden sind. Die „leichte Scheidung“ ist, wie der französische Soziologe Louis Roussel 1980 aufgewiesen hat, geradezu zur Voraussetzung dafür geworden, dass die Ehe in einer von Differenzierung und Pluralisierung geprägten Gesellschaft als Institution überhaupt noch zu bestehen vermag.

## Statistik
Die Scheidungsrate, also die Zahl der Ehescheidungen pro neu geschlossener Ehe, lag in Deutschland im Jahre 2020 bei 38,5 %, in Österreich bei 37,6 % und in der Schweiz bei 46,1 %. Jedoch wird keineswegs jede Ehe, die in die Brüche geht, geschieden; als Maßzahl für Häufigkeit von Trennungen in einer Gesellschaft ist die Scheidungsrate auch deshalb wenig geeignet, weil unverheiratete Paare nicht berücksichtigt werden. Wie die Soziologin Marina Rupp 1996 in einer Studie gezeigt hat, ist in Deutschland die Trennungsanfälligkeit bei unverheirateten Paaren in den ersten sechs Jahren des Zusammenlebens dreimal so hoch wie bei verheirateten Paaren. Dieser Befund konnte in späteren Studien bestätigt werden, wobei damit noch gar keine Aussage über eine Kausalität gemacht wird, also etwa darüber, ob die Ehe Beziehungen tatsächlich zu stabilisieren vermag oder ob nicht etwa umgekehrt Problempaare dazu neigen, länger oder dauerhaft unverheiratet zu bleiben.

## Verlauf

### Krisen und Konflikte
Alle Liebesbeziehungen und Partnerschaften machen im Verlauf sowohl ihrer Aufbau- als auch ihrer Bestandsphase Krisen durch. Diese sind weder Hinweise für eine Verschlechterung der Beziehung, noch sind sie Vorboten einer Trennung, denn die Bewältigung von Krisen kann eine Beziehung im Gegenteil auch stabilisieren. Krisen können in einer Beziehung in Konflikte münden, also in Situationen, in denen die Partner sich aneinander reiben bzw. in offensichtlichen Widerstreit geraten, wobei die Auseinandersetzungen verbal oder mit anderen Mitteln ausgetragen werden können. Da Liebesbeziehungen und Partnerschaften heute „durch maximale Anforderungen an die Wertschätzung der beidseitigen Individualität geprägt“ sind (Lenz), erscheint in solchen Situationen insbesondere die Anwendung von Gewalt als mit den Vorgaben der Liebe absolut unvereinbar. Wie Krisen und Konflikte in Zweierbeziehungen entstehen und verlaufen, ist in der Fachliteratur einschlägig beschrieben worden, etwa bei Lenz.
Ebenso wie Krisen, so sind auch Konflikte nicht an sich schon Hinweise auf eine Verschlechterung der Beziehung; geradezu funktional können sie etwa bei Paaren sei, die über keine anderen Mittel als den Streit verfügen, um auf auflösende Tendenzen in einer Zweierbeziehung aufmerksam zu machen oder um schlimmere Formen der Eskalation zu vermeiden; funktional können sie unter Umständen auch sein, wenn es gelingt, darüber Spannungen zwischen den Partnern aufzulösen oder wenn sie den Partnern vor Augen führen, dass ihre Beziehung über alle Dissonanzen hinweg wichtig ist.
Bei den Formen der Krisenbewältigung unterscheiden Forscher zwischen solchen mit konstruktivem und solchen mit destruktivem Charakter; zu den letzteren wird, neben der Vernachlässigung, vor allem die Trennung gezählt. Durch eine Trennung wird ein Konflikt beendet, ohne ihn zu lösen (sei es als Sieg, Niederlage oder Kompromiss), aber auch, ohne dass er weiter eskaliert.

### Trennungsverlauf
In der soziologischen und psychologischen Fachliteratur werden Trennungen meist nicht als singuläre Ereignisse beschrieben, sondern vielmehr als Prozesse. Die eigentliche Trennung, das „Schlussmachen“ ist, wie Lenz schreibt, „immer nur eine Episode in einer längergestreckten Trennungsphase. Für die Soziologie der Zweierbeziehung geht es nicht primär um dieses Ereignis, sondern um die Verlaufsstrukturen der Auflösungsphase.“ Der Prozess der Trennung beginnt nicht nur lange vor dem Beziehungsabbruch, sondern geht auch weit darüber hinaus. Nach Vaughan (1988) findet er seinen Abschluss erst, „wenn beide Partner sich als voneinander getrennt und unabhängig definieren und auch von ihrem Umfeld so definiert werden“.

#### Trennungsverlauf nach Duck (1982)
Eine einschlägige Verlaufsbeschreibung des Beziehungszusammenbruchs hat über eine ganze Reihe von Publikationen hinweg der britische Sozialpsychologe Steven W. Duck geliefert. Er trat damit kritisch der bis dahin gängigen Forschungspraxis entgegen, in der Trennungen als bloße Ereignisse begriffen und mit einfachen Erklärungsmodellen (fehlende Kompatibilität, Fehlverhalten der Partner usw.) gedeutet wurden. Obwohl sich in den Auflösungsprozessen charakteristische Muster beschreiben lassen, verlaufen die individuellen Fälle meist chaotisch, unkontrolliert und mit unvorhersehbarem Ausgang, und die Verhaltensweisen, die zur Auflösung führen, sind nicht notwendigerweise bewusst gesteuert.
Duck unterscheidet bei der Auflösung von Zweierbeziehungen vier Phasen:
Erste, intra-psychische PhaseDer Eintritt in diese Phase wird dadurch markiert, dass der unzufriedene Partner zur Überzeugung gelangt: „Ich kann das nicht mehr aushalten.“ Er beginnt, viel Zeit damit zu verbringen, über seine Unzufriedenheit mit der Beziehung nachzudenken. Im Vordergrund stehen die Beschäftigung mit dem Verhalten des Partners und mit den unliebsamen Aspekten der Beziehung, eine Analyse der Rückzugkosten, eine Abschätzung der günstigen Aspekte einer Beziehung mit einem anderen Partner sowie das Dilemma, ob die Unzufriedenheit dem Partner mitgeteilt werden soll oder nicht.
Zweite, dyadische PhaseDiese Phase beginnt mit der Entscheidung des trennungswilligen Partners: „Ich ziehe mich mit gutem Recht zurück.“ Hier steht zunächst eine Beschäftigung mit dem Dilemma im Vordergrund, ob eine Konfrontation mit dem Partner gesucht oder im Gegenteil gemieden werden soll. Fällt die Entscheidung zugunsten der Konfrontation, so folgen eine Offenlegung der Unzufriedenheit (explizit verbal [oft durch Sich-Beklagen], durch Veränderung eingespielter Routinen oder durch Gereiztheit) und eventuell auch Beziehungsgespräche mit Verhandlungen. In allen Fällen muss abgewägt werden, ob Reparatur- und Versöhnungsversuche sich lohnen und welche gemeinsamen Kosten Rückzug und reduzierte Intimität mit sich bringen würden.
Dritte, soziale PhaseDer trennungswillige Partner vertritt darin die Position: „Es ist mir ernst.“ Mit dem zu verlassenden Partner wird nun das Trennungsergebnis ausgehandelt; im sozialen Netzwerk, dessen Effekte erwägt werden müssen, werden Klatschgespräche initiiert, einschließlich Erfindung öffentlicher Gesichtswahrungs- und Schuldzuweisungen. Eventuell werden Beratungsstellen konsultiert.
Die vom Paar eingeladene Einmischung Dritter beschleunigt den Zusammenbruch der Beziehung meist. (Dies gilt insbesondere für jüngere Paare; älteren redet das Umfeld eher zu zusammenzubleiben.)
Vierte Phase, „Grabpflege“Von hier an agiert der trennungswillige Partner nach dem Motto: „Es ist nun unvermeidbar.“ Geprägt ist diese Phase durch Überwindungsaktivitäten, Rückblicke, nachträgliche Zuschreibungen und die Verbreitung der eigenen Version der Auflösungsgeschichte, in der die eigenen Fehler kleingeredet und die des Partners übertrieben werden.
Zu den Einwänden, die gegen Ducks Modell vorgebracht worden sind, zählt der, dass die Phasen in Wirklichkeit oft nicht so klar voneinander geschieden seien, wie ihr Autor das suggeriert; dennoch gilt dieses Modell derzeit als das beste, das die Forschung hat. Duck selbst hat später eingeräumt, dass bei manchen Trennungen die dyadische Phase vollständig entfällt; der trennungswillige Partner verschwindet dann einfach, ohne sich zu erklären (siehe auch Ghosting).

#### Trennungsverlauf nach Baxter (1984)

Leslie A. Baxters Konzept der Beziehungsauflösung (1984) als Flussdiagramm

Die amerikanische Kommunikationswissenschaftlerin Leslie A. Baxter hat Ducks Modell im Anschluss an umfangreiche eigene Trennungsstudien erweitert und dabei insbesondere eine Reihe von Parametern untersucht, durch die Auflösungsprozesse sich voneinander unterscheiden können:
- Beziehungsprobleme kumulieren sich meist; nur in jedem vierten Fall hat Baxter als erste Stufe einer Trennung einen sogenannten „kritischen Zwischenfall“ beobachtet.
- In zwei Dritteln der von Baxter untersuchten Fälle war der Wunsch nach einer Trennung einseitig; nur in einem Drittel der Fälle wollten beide Beteiligten eine Trennung.
- Nur etwa ein Viertel der Befragten, in denen der Wunsch nach einer Trennung gereift war, beschritt bei der Umsetzung einen direkten Weg und sprach mit dem Partner entweder offen über die Beziehungsprobleme oder erklärte die Beziehung für beendet (Fait accompli). Die Mehrzahl schlug einen indirekten Weg ein und zog sich entweder zurück (Reduktion der Intimität und/oder Häufigkeit des Kontakts) oder wählte eine „Pseudo-Deeskalation“ (falsche Deklaration des Wunsches nach einer veränderten, weniger engen Beziehung) oder eine „Kosten-Eskalation“ (Verhaltensweisen, durch die für den anderen Partner die Beziehungskosten erhöht werden, damit dieser die Beziehung von sich aus beendet).
- Viertens unterschied Baxter Fälle, in denen der mit dem Trennungswunsch konfrontierte Partner die Unausweichlichkeit der Trennung anerkennt oder im Gegenteil Widerstand dagegen leistet, letzteres besonders dadurch, dass dem trennungswilligen Partner Belohnungen versprochen oder Sanktionen bzw. Kosten angedroht werden. Eine Anerkennung des Trennungswunsches dagegen war umso wahrscheinlicher, je offener dieser Wunsch vorgebracht worden war.
- Fünftens schließlich hat Baxter neben geradlinigen Trennungen vielfach auch solche Fälle beobachtet, in denen die Trennungsabsicht aufgegeben und später erneuert wird. Die hier beschriebenen Stadien werden dann unter Umständen wiederholt durchlaufen.

## Rollendifferenzierung
In einer Studie über Trennungen unverheirateter Paare haben die amerikanischen Psychologen Charles T. Hill, Zick Rubin und Letitia Anne Peplau 1976 beobachtet, dass es in der großen Mehrzahl der Fälle zu einer charakteristischen Rollendifferenzierung gekommen war: Einer der Partner (‘break-upper’) betrieb die Trennung, während der andere (‘broken-up-with’) sie über sich ergehen lassen musste. Die amerikanische Soziologin Diane Vaughan (1988) und deren deutscher Kollege Jörg Eckardt (1993) haben diese Beobachtung später bestätigt:

„In den allermeisten Fällen möchte ein Partner die Beziehung beenden, während der andere sie fortführen will. Obgleich beide Partner, um sich voneinander zu lösen, die gleichen Stadien (…) (des) Übergangsprozesses durchmachen müssen, beginnt und endet dieser Prozess bei beiden zu unterschiedlichen Zeitpunkten. Wenn sich der dem anderen noch zugewandte Partner der Tatsache bewusst wird, dass sich die Beziehung in einer ernsten Krise befindet, ist dieser andere in vielfacher Hinsicht bereits gar nicht mehr da.“

Der Partner, der die Beziehung beendet, ist meist auch derjenige, der die Trennung besser verkraftet; wie der verlassene Partner, so macht auch der trennungswillige Partner Trauer durch, jedoch zu einem früheren Zeitpunkt, sodass er hier einen Vorsprung gewinnt. Früher als der Verlassene hat er Gelegenheit, eine negative Version der gemeinsamen Geschichte zu konstruieren, die ihm hilft, die Bindung an den Partner schrittweise abzubauen.
Für den Partner, der verlassen wird, sind die Bedingungen deutlich schwieriger. Betroffene, und darunter insbesondere verlassene Männer, berichten häufig, dass ihnen nicht oder nur vage bewusst gewesen sei, dass die Beziehung in einer ernsthaften Krise steckt. Frühe Warnsignale, die sie meist erst retrospektiv als solche erkennen, werden lange Zeit als „normale“ Probleme fehlgedeutet, wie sie in jeder Beziehung vorkommen. Erleichterung kann der verlassene Partner sich verschaffen, indem er sich die Rolle des Verlassenen nicht vollständig aneignet, sondern im Auflösungsprozess, und sei es auch nur in bescheidenem Umfang, selbst initiativ wird.
Nicht selten wechseln die Partner ihre Rollen im Trennungsprozess auch, eventuell sogar mehrfach. Manche Partner versuchen auch, den anderen durch eine Häufung von Verstößen, Erniedrigungen und Demütigungen zu veranlassen, die Rolle des Sich-Trennenden zu übernehmen (s. o. Kosten-Eskalation), was ihnen selbst nicht nur den Begründungsaufwand, sondern auch einen Teil der moralischen Verantwortung für die Trennung abnimmt.

## Ursachen
Teile der Forschung sehen die Gründe für die Instabilität von Paarbeziehungen heute hauptsächlich in zwei Bereichen:
- psychische Labilität oder Neurotizismus
- Defizite in relevanten Kompetenzen (Kommunikations- und Problemlösefertigkeiten, individuelle und dyadische Copingressourcen)

Da Ursachen wie die vorgenannten Zweierbeziehungen keineswegs von vornherein unmöglich machen, haben Wissenschaftler inzwischen auch komplexere Modelle der Beziehungsstabilität entwickelt, darunter einen austauschtheoretischen und einen stresstheoretischen Ansatz:

### Austauschtheoretischer Ansatz
Der 1976 vom amerikanischen Sozialpsychologen George Levinger vorgestellte und 1980 von G. B. Spanier und R. A. Lewis 1980 überarbeitete austauschtheoretische Ansatz geht davon aus, dass Zweierbeziehungen nur so lange aufrechterhalten werden, wie beide Partner darin mehr Nutzen als Kosten erblicken. Partner, die unter dem Eindruck stehen, mehr zu geben, als sie nehmen können, tendieren dazu, die Partnerschaft auflösen zu wollen; doch hängt die Umsetzung dieses Wunsches auch von weiteren Faktoren ab, insbesondere davon, ob Trennungsbarrieren (Kinder, finanzielle Aspekte) und ob attraktive und erreichbare Alternativen bestehen.
Einige Forscher, darunter etwa Duck und Lenz, haben später gemutmaßt, dass austauschtheoretische Überlegungen zur Erklärung von Trennungen tatsächlich wenig brauchbar und vielmehr der Sphäre der von den Getrennten selbst konstruierten Erklärungen zurechnen sind.

### Stresstheoretischer Ansatz
Einen alternativen Ansatz hat 2000 der in der Schweiz lehrende Psychologe Guy Bodenmann vorgestellt. Bodenmanns stresstheoreoretischer Ansatz basiert auf der Beobachtung, dass Paarbeziehungen nicht primär infolge einer neurotischen Partnerwahl zerrüttet werden, sondern durch äußere Bedingungen, besonders Alltagsstress. Da Stressbelastung sich grundlegend nicht vermeiden lässt, folgt für Bodenmann daraus, dass die wichtigste Voraussetzung zum Erhalt der Partnerschaft in bestimmten Kompetenzen der Partner liegt, mit denen der Stress minimiert bzw. leichter bewältigt werden kann (Kommunikation, Stressbewältigung).

## Trennungsnarrative

### Subjektiv wahrgenommene Trennungsgründe
Eine vielbeachtete explorative Studie zu den häufigsten von Getrennten selbst angegebenen Trennungsgründen hat 1990 der deutsche Soziologe Norbert F. Schneider veröffentlicht. Diese Studie hat insbesondere gezeigt, dass Beziehungen umso zerbrechlicher sind, je weniger „Schwellen-Wendepunkte“ (wie Zusammenziehen, Eheschließung, Familiengründung) ein Paar miteinander absolviert hat, wobei insbesondere die Geburt eines Kindes die Wahrscheinlichkeit erhöht, dass ein Paar trotz starker Belastungsfaktoren zusammenbleibt. Nicht zusammenlebende Paare trennen sich bereits unter sehr viel geringerer Problembelastung als solche, die mit Kindern verheiratet in einem gemeinsamen Haushalt leben. In der erstgenannten Gruppe wurden als Trennungsursachen meist Dinge wie Langeweile, Routinisierung und emotionale Verarmung der Partnerschaft angegeben, in der letzteren dagegen insbesondere finanzielle Probleme und tiefreichende Zerwürfnisse mit dem Partner.
Zu den Pionieren der Trennungsforschung zählt der amerikanische Soziologe William J. Goode, der 1956 eine Studie After Divorce veröffentlicht hat; die von ihm befragten geschiedenen Ehefrauen hatten als Trennungsgründe, außer unvereinbarer Persönlichkeiten, meist angegeben, dass ihr Partner sie nicht unterstützt, sie autoritär behandelt und vernachlässigt sowie übermäßig viel Alkohol getrunken habe. In den USA folgten weitere Studien, darunter Levinger (1966), Kitson/Sussman (1982), Albrecht/Bahr/Goodman (1983), Price/McKenry (1987), White (1990) und Kayser (1990). Wie Schneider in einer Bilanz dieser Untersuchungen aufgewiesen hat, werden die Trennungsgründe von den Getrennten heute tendenziell in interpersonellen und intrapsychischen Aspekten (Kommunikationsprobleme, fehlende gegenseitige Wertschätzung, unvereinbare Interessen und Einstellungen) gefunden und nicht wie in der Nachkriegszeit hauptsächlich in „klassischen“ Belastungsfaktoren wie Gewalt, finanziellen, Alkohol- und Drogenproblemen.  Eine 1990 veröffentlichte Studie besagt, dass sexuelle Untreue, solange sie nicht zur Bildung einer neuen Beziehung geführt hatte, damals eher toleriert wurde als noch um die Mitte des 20. Jahrhunderts, aber immer noch ein häufig genannter Trennungsgrund war. Eine im gleichen Jahr veröffentlichte Studie von Nave-Herz et al. kam zu teilweise anderen Ergebnissen; als häufigste Trennungsgründe wurden darin Unehrlichkeit und Untreue des Partners, Sorge um das Wohl der Kinder sowie erlittene oder angedrohte Gewalt angegeben.

### Versionen der Auflösungsgeschichte
Beide Partner stehen während der Trennung und darüber hinaus – da sie ihre Liebesbeziehung bzw. Partnerschaft ja einmal freiwillig begonnen hatten – auch vor sich selbst unter einem gewissen Druck zu erklären, warum sie sich am Ende doch getrennt haben. Da die Bewältigung von Ereignissen voraussetzt, dass man sie verstanden zu haben glaubt, spielen bei der Bewältigung dieses möglichen Widerspruchs perspektivische Narrative eine zentrale Rolle, und zwar sowohl Reinterpretationen der Beziehungsgeschichte als auch Versionen der Geschichte der Auflösung der Beziehung, die beide Partner jeweils unabhängig voneinander entwickeln. „Erklärungen, die im Laufe des Auflösungsprozesses produziert werden, sind“, wie Lenz schreibt, „kein Abbild der ‚Trennungsrealität‘, sondern Versuche, diese für sich fassbar zu machen mit der Vorgabe, dass man selbst nicht allzu schlecht wegkommt.“ Besonders aufschlussreich ist hier die Studie von Hill/Rubin/Peplau (1976), weil dieses Team als eines der ganz wenigen Trennungen nicht nur aus der Retrospektive, sondern in ihrem gesamten Verlauf untersucht hat. Hill und seine Kollegen hatten dabei auch beobachtet, dass die getrennten Paare sich retrospektiv oft nicht einmal darüber einig waren, welcher der Partner die Trennung initiiert hatte.
Wie ein Team um den amerikanischen Sozialpsychologen John H. Harvey beobachtet hat, erzeugen Menschen solche Narrative häufig gar nicht für andere, sondern in erster Linie für sich selbst. Doch können die Versionen auch variieren, je nachdem, an wen sie gerichtet sind. Ein stereotyp wiederkehrender Bestandteil, der in Beziehungsnarrative erst in der Auflösungsphase eingeht, ist die Aussage, dass der Niedergang sich schon am Anfang der Beziehung abgezeichnet habe.

## Die mit einer Trennung verbundenen Emotionen
Das Spektrum der Emotionen, die durch eine Trennung hervorgerufen kann, umfasst Trauer, Schmerz, Wut, Bitterkeit, Selbstzweifel, Selbstmitleid, Schuldgefühle, Schamgefühle, Selbstverachtung, Gefühle des Versagens, des Misserfolgs, der Sinnlosigkeit des Lebens und der Einsamkeit, aber auch Euphorie und ein Gefühl des Befreitseins. Diese Gefühle können grundsätzlich bei beiden Partnern vorkommen, stehen jedoch auch in enger Beziehung zur Rolle des Sich-Trennenden bzw. Verlassenen.
Über den Trennungsschmerz, der in manchen Fällen auch ein ambivalentes Gefühl sein kann, haben einschlägig z. B. der amerikanische Soziologe Robert S. Weiss und die deutsche Psychotherapeutin Eva Maria Sagstetter geschrieben. Selbstzweifel bis hin zum Verlust der Selbstachtung können entstehen, wenn die traumatische Zurückweisung durch den Partner im Verlassenen Zweifel weckt, ob er überhaupt in der Lage ist, die Liebe eines anderen Menschen zu erhalten.

## Nach der Trennung

### Trennungsfolgen
Dass Trennungen kritische und oft schmerzhafte Lebensereignisse sind, ist auch in der Fachliteratur vielfach beschrieben worden. Wie die amerikanischen Sozialpsychologen Graham B. Spanier und Robert F. Casto bereits 1979 herausgearbeitet haben, sind nach einer Trennung verschiedene charakteristische Aufgaben zu bewältigen:
- Anpassung an die Auflösung der Zweierbeziehung
- Aufbau eines neuen Lebensstils

Lenz hat darüber hinaus beobachtet:
- Reorganisation des Alltags, besonders:

- Suche nach einer neuen Wohnung; Frauen ziehen, aus Angst vor Gewalt, oft in Abwesenheit ihres männlichen Partners aus.
- Übernahme von Haushaltsaufgaben, die bis dahin der Partner erledigt hat
- Aufteilung des gemeinsamen Besitzes
- Neuverteilung des bis dahin gemeinsamen Einkommens
- Klärung des elterlichen Sorgerechts

- Emotionale Belastungen
- Veränderungen der eigenen Identität
- Verschiebungen im sozialen Netzwerk

### Beziehung und Kontakt zum ehemaligen Partner
Wenn die Bindung an den Partner sehr stark war, ist die Lösung insbesondere für den verlassenen Partner oft sehr schwierig; eine vollständige Lösung ist dann unter Umständen auch nach Verstreichen von viel Zeit nicht zu erreichen. Nach Auffassung von Vaughan ist die Bindung nur zu überwinden, indem negative Versionen der Beziehung und des Partners entwickelt werden.
Wie aus Norbert Schneiders Untersuchung hervorgeht, gelingt ein Aufrechterhalten des Kontakts über die Trennung hinaus am ehesten solchen Paaren, deren Problembelastung gering war. „Wenn hochbelastete Partnerschaften gescheitert sind, so ist in den meisten Fällen der Kontakt mit dem ehemaligen Partner nach kurzer Zeit völlig abgebrochen.“ Ansonsten bestehen auf der Skala zwischen einem vollständigen Kontaktabbruch über eine Aufrechterhaltung des Kontakts bis hin zu einer Umwandlung der Beziehung in eine Freundschaft viele mögliche Zwischenstufen. Obwohl das häufig geäußerte „Bleiben wir doch Freunde“ oft ein Euphemismus für bloße Bekanntschaft ist, scheint der Übergang in eine Freundschaft am ehesten zu gelingen, wenn der männliche Partner die Trennung gewünscht hat oder wenn die Trennung einvernehmlich erfolgt ist.
Wie Ty Tashiro und Patricia Frazier 2003 gezeigt haben, verlaufen Trennungen weniger destruktiv, wenn die Partner nicht einander für das Ende der Beziehung verantwortlich machen, sondern auch die Gesamtsituation im Auge behalten.

### Wechsel in eine neue Zweierbeziehung
25 % der von Schneider Befragten gaben an, dass sie zum Zeitpunkt der Trennung bereits einen neuen Partner bzw. eine neue Partnerin hatten. Weitere knapp 30 % waren innerhalb von sechs Monaten nach der Trennung eine neue Partnerschaft eingegangen. Der Aufbau einer neuen Beziehung ist häufig Anlass der Trennung (vgl. oben). Nicht selten kommt Mehrverkehr vor.

## Trennung in der Kultur
Trennungen sind ein häufiges Thema in der Literatur und im Film, aber auch in der Musik. Hier eine Auswahl:

### Film
- Casablanca, USA 1942: Rick liebt Ilsa, entzieht sich ihr aber, weil ihr Mann Ilsa mehr braucht als er selbst.
- Das Appartement (The Apartment), USA 1960: Fran verlässt Jeff, als sie erkennt, dass er sie nur ausnutzt; als sie sich anschließend umzubringen versucht, rettet Bud ihr das Leben.
- Der Stadtneurotiker (Annie Hall), USA 1977: Alvy verliert seine Freundin Annie und versucht allerlei, um sie wiederzugewinnen.
- Die Liebenden von Pont-Neuf (Les amants du Pont-Neuf), Frankreich 1991: Die erblindende Malerin Michèle beginnt eine Liebesbeziehung mit dem Clochard Alex; dass sie ihn wieder verlässt, beschleunigt seinen Zusammenbruch.
- Happy Together (春光乍泄), Hongkong 1997: Die schwulen Liebenden Po-wing und Yiu-fai wandern, um ihr Zusammensein retten zu können, nach Argentinien aus, leben sich aber auseinander.
- High Fidelity, USA 2000: Nach seiner Trennung von Laura reift in Rob nach und nach die Erkenntnis, dass das Scheitern der Beziehung nicht allein Lauras Fehler war.
- Vergiss mein nicht! (Eternal Sunshine of the Spotless Mind), USA 2004: Nach der schmerzhaften Trennung von Clementine unterzieht Joel sich einer medizinischen Behandlung, um seine Erinnerungen an die Freundin auslöschen zu lassen.
- Blau ist eine warme Farbe (La vie d’Adèle), Frankreich 2013: Adèle liebt Emma über alles, geht aber doch mit einer anderen Frau ins Bett. Emma erwischt sie dabei und wirft sie aus der gemeinsamen Wohnung.
- Der schlimmste Mensch der Welt (Verdens verste menneske), Norwegen 2021: Julie verlässt, um sich selbst zu finden, Aksel für einen anderen.

### Musik
Viele Lieder und Songs in der populären Musik handeln von Trennung und vom Verlassenwerden, darunter beispielsweise
- Heartbreak Hotel (Elvis Presley, 1956)
- Ne me quitte pas (Jacques Brel, 1959)
- Love Hurts (The Everly Brothers, 1960; Nazareth, 1974)
- Breaking Up Is Hard to Do (Neil Sedaka, 1962)
- For No One (The Beatles, 1966)
- I’d Rather Go Blind (Etta James, 1967)
- Ain’t No Sunshine (Bill Withers, 1971)
- It's Too Late (Carole King, 1971)
- Angie (The Rolling Stones, 1973)
- I Will Always Love You (Dolly Parton, 1974; Whitney Houston, 1992)
- 50 Ways to Leave Your Lover (Paul Simon, 1975)
- I Will Survive (Gloria Gaynor, 1978)
- The Winner Takes It All (ABBA, 1980)
- Nothing Compares 2 U (Prince, 1985; Sinéad O’Connor, 1990)
- Un-Break My Heart (Toni Braxton, 1996)
- Dancing on My Own (Robyn, 2010)
- Someone like You (Adele, 2011)
- Sour (Olivia Rodrigo, 2021)